# Fraize
Fraize és un municipi francès, situat al departament dels Vosges i a la regió del Gran Est. L'any 2017 tenia 2.871 habitants.

## Demografia
El 2007 la població de fet de Fraize era de 3.058 persones. Hi havia 1.352 famílies, amb un total de 1.774 habitatges.

## Economia
El 2007 la població en edat de treballar era de 1.868 persones. Hi havia 158 empreses de serveis i industrials diverses.
L'any 2000 a Fraize hi havia setze explotacions agrícoles que conreaven un total de 371 hectàrees.

## Equipaments sanitaris i escolars
El 2009 hi havia un hospital de tractaments de curta durada, un hospital de tractaments de mitja durada (seguiment i rehabilitació), dues farmàcies.Hi havia una escola maternal i elemental i un institut.